# رشید مخلوفی
رشید مخلوفی (عربی: رشید مخلوفی؛ ۱۲ اوت ۱۹۳۶ – ۸ نوامبر ۲۰۲۴) بازیکن فوتبال اهل الجزایر بود.
از جمله باشگاه‌هایی که وی در آنها بازی کرده‌است، می‌توان به باشگاه فوتبال سروت ۱۸۹۰، باشگاه فوتبال سن-اتین و باستیا اشاره کرد.
وی همچنین سابقه بازی در تیم ملی فوتبال فرانسه و تیم ملی فوتبال الجزایر را دارد. مخلوفی در جام جهانی فوتبال ۱۹۸۲ سرمربی تیم ملی فوتبال الجزایر بود.